# أولاد نصير
قرية أولاد نصير هي إحدى القرى التابعة لمركز سوهاج بمحافظة سوهاج في جمهورية مصر العربية. حسب إحصاءات سنة 2006، بلغ إجمالي السكان في أولاد نصير 24314 نسمة، منهم 12866 رجل و11448 امرأة.